# Raïon de Khassaviourt
Le raïon de Khassaviourt (en russe : Хасавюртовский район) est une subdivision de la république du Daghestan, au sein de la fédération de Russie. Son centre administratif est la ville de Khassaviourt, qui ne fait pas elle-même partie du raïon.

## Géographie
Le raïon de Khassaviourt s'étend sur 1 423,6 km2 dans la plaine Koumyke, au nord du Daghestan. Il est limité au nord par le raïon de Babayourt, à l'ouest par la Tchétchénie (raïon de Goudermès), à l'est par le raïon de Kiziliourt, au sud-ouest par le raïon de Novolakskoïe et au sud par le raïon de Kazbek.

## Administration
Le raïon de Khassaviourt est formé de 42 villages ou conseils de villages (regroupements de villages). La ville de Khassaviourt, qui est située à 82 km au nord-ouest de Makhatchkala, la capitale du Daghestan, forme une entité municipale à part.

## Histoire
Le raïon se trouve dans l'ancien territoire historique de l'okroug de Khassaviourt, qui dépendait jusqu'en 1921 de l'ancien oblast du Terek et entra alors dans la nouvelle république socialiste soviétique autonome du Daghestan. Le canton de Khassaviourt fut formé le 22 novembre 1928 et devint le raïon de Khassaviourt en 1929.

## Population
Selon le recensement de 2008 sa population se répartissait surtout entre Koumyks (31,94 %), Avars et leurs sous-groupes ethniques (30,51 %), Tchétchènes (25,73 %). Les Russes, au nombre de 298, ne représentaient que 0,24 % de la population.

## Économie
Le raïon est essentiellement agricole. On y cultive des céréales, des fruits et légumes. On y élève du bétail à cornes et des volailles. Il existe aussi des vignobles.

## Villes et villages
- Endirey
- Kandaouraoul